# Gilio Iannone
Gilio Iannone (Avellino, 8 giugno 1985) è un mezzofondista italiano.

## Biografia
Inizia con l'atletica nel 1998 all'età di 13 anni (categoria Ragazzi) con il Centro sportivo Gioventù francescana di Mercato San Severino (SA).
Nel 2001 si trasferisce nella concittadina società dell'Atletica Isaura Valle Dell'Irno. Dal 2004 al 2012 gareggia per il Centro sportivo dell'Esercito di Roma.
Poi nel 2013-2014 viene tesserato dal CUS Camerino, che è una società marchigiana della provincia di Macerata, mentre nel 2015 ha una parentesi in Toscana con il Gruppo Podistico Alpi Apuane di Castelnuovo di Garfagnana (LU) e dal 2016 ritorna nella sua regione di origine la Campania ed indossa la maglia dell'International Security Service di Nola (NA).
Nel 2000 si laurea vicecampione italiano sui 2000 m ai campionati nazionali cadetti. Nel 2002 partecipa in Repubblica Ceca ai Mondiali scolastici di corsa campestre di Karlovy Vary dove conclude in 24ª posizione; poi alle Gymnasiadi di Caen (Francia) conclude sesto sui 1500 m. Si laurea Campione italiano categoria allievi vincendo il titolo sui 1500 m outdoor dove consegue il record regionale allievi con 3'52"77 e vince anche il titolo italiano sulla 10 km di corsa su strada sempre categoria allievi.
Ai Mondiali juniores tenutisi in Italia a Grosseto nel 2004 viene squalificato in batteria dopo aver concluso la gara dei 1500 m in 3'47", mentre ad Heringsdorf in Germania in occasione degli Europei juniores di corsa campestre finisce 59º. Nella categoria juniores consegue il record regionale campano sugli 800 m outdoor con 1'51"16
Nel 2005 vince la medaglia di bronzo sui 1500 m ai nazionali promesse; Nel 2006 vince due medaglie sui 1500 m ai campionati italiani promesse col bronzo indoor e l'argento outdoor.
Tris di medaglie vinte nel 2007, per 2 volte indossa la maglia di campione italiano sia indoor che outdoor categoria promesse, mentre è bronzo agli assoluti indoor sempre sui 1500 m. Fuori in batteria nei 1500 m agli Europei under 23 di Debrecen in Ungheria; agli Europei under 23 di corsa campestre a Toro in Spagna finisce in 70ª posizione.
Il 2 luglio del 2009 esordisce con la maglia della Nazionale assoluta proprio in Italia ai Giochi del Mediterraneo di Pescara dove finisce undicesimo nei 1500 m, mentre ai campionati italiani assoluti indoor finisce secondo siglando il nuovo personale indoor con 3'43"67.
Agli assoluti di Grosseto nel 2010 diventa, per la prima volta in carriera, campione italiano assoluto vincendo la finale sui 1500 m. Agli assoluti indoor aveva ottenuto il bronzo sulla stessa distanza. Dal 2011 si dedica alle gare su strada vincendo molte gare in Campania.
È stato allenato da Luigi Pastore fino al 2012, mentre dal 2013 si autogestisce allenandosi da solo.

## Vita privata
Gilio Iannone è originario di Mercato San Severino (SA). È sposato con Giusy, sua storica compagna, che lo ha sempre sostenuto durante la carriera sportiva. La coppia ha due figli: Marianna, nata nel 2019 e Manuel, nato nel 2023.

## Progressione

### 1500 metri piani
| Stagione | Tempo   | Luogo          | Data      | Rank. Mond. |
| -------- | ------- | -------------- | --------- | ----------- |
| 2016     | 3'56"70 | Salerno        | 4-6-2016  |             |
| 2012     | 3'46"43 | Codroipo       | 12-5-2012 |             |
| 2011     | 3'42"79 | Torino         | 10-6-2011 |             |
| 2010     | 3'43"44 | Ponzano Veneto | 9-7-2010  |             |
| 2009     | 3'44"04 | Palafrugell    | 30-5-2009 |             |
| 2008     | 3'43"46 | Villafranca    | 28-6-2008 |             |
| 2007     | 3'43"99 | Villafranca    | 30-6-2007 |             |
| 2006     | 3'44"75 | Roma           | 14-7-2006 |             |
| 2005     | 3'47"30 | Marano         | 30-4-2005 |             |

### 1500 metri piani indoor
| Stagione | Tempo   | Luogo  | Data      | Rank. Mond. |
| -------- | ------- | ------ | --------- | ----------- |
| 2011     | 3'48"52 | Ancona | 19-2-2011 |             |
| 2010     | 3'47"73 | Ancona | 27-2-2010 |             |
| 2009     | 3'43"67 | Torino | 21-2-2009 |             |
| 2007     | 3'48"40 | Ancona | 17-2-2007 |             |
| 2006     | 3'50"11 | Ancona | 11-2-2006 |             |

### 3000 metri piani indoor
| Stagione | Tempo   | Luogo  | Data      | Rank. Mond. |
| -------- | ------- | ------ | --------- | ----------- |
| 2012     | 8'22"10 | Ancona | 26-2-2012 |             |
| 2011     | 8'19"96 | Ancona | 20-2-2011 |             |
| 2010     | 8'14"15 | Ancona | 28-2-2010 |             |
| 2009     | 8'17"87 | Napoli | 31-1-2009 |             |
| 2007     | 8'27"37 | Ancona | 18-2-2007 |             |
| 2006     | 8'17"20 | Ancona | 19-2-2006 |             |
| 2005     | 8'21"82 | Ancona | 20-2-2005 |             |

### 10000 metri piani
| Stagione | Tempo    | Luogo     | Data      | Rank. Mond. |
| -------- | -------- | --------- | --------- | ----------- |
| 2016     | 31'41"60 | Avellino  | 23-4-2016 |             |
| 2015     | 31'55"77 | Fucecchio | 25-4-2015 |             |
| 2014     | 31'13"40 | Avellino  | 24-4-2014 |             |
| 2013     | 30'37"90 | Ancona    | 18-5-2013 |             |
| 2008     | 30'53"10 | Roma      | 10-5-2008 |             |
| 2007     | 30'10"10 | Roma      | 28-4-2007 |             |

### 10 km
| Stagione | Tempo  | Luogo        | Data       | Rank. Mond. |
| -------- | ------ | ------------ | ---------- | ----------- |
| 2016     | 31'55" | Telese       | 19-6-2016  |             |
| 2015     | 32'03" | Mileto       | 18-8-2015  |             |
| 2014     | 31'05" | Telese Terme | 15-6-2014  |             |
| 2013     | 31'14" | Telese Terme | 23-6-2013  |             |
| 2010     | 30'43" | Fiumicino    | 12-12-2010 |             |

### Mezza maratona
| Stagione | Tempo    | Luogo     | Data       | Rank. Mond. |
| -------- | -------- | --------- | ---------- | ----------- |
| 2016     | 1h08'19" | Fucecchio | 6-3-2016   |             |
| 2015     | 1h08'17" | Sorrento  | 11-1-2015  |             |
| 2014     | 1h06'28" | Verona    | 16-2-2014  |             |
| 2013     | 1h07'07" | Cremona   | 20-10-2013 |             |

## Palmarès
| Anno | Manifestazione          | Sede        | Evento         | Risultato | Prestazione | Note  |
| ---- | ----------------------- | ----------- | -------------- | --------- | ----------- | ----- |
| 2004 | Mondiali juniores       | Grosseto    | 1500 m piani   | Batteria  | dq          | [ 2 ] |
| 2004 | Europei di cross        | Heringsdorf | Corsa juniores | 59º       | 17'29"      | [ 3 ] |
| 2007 | Europei under 23        | Debrecen    | 1500 m piani   | Batteria  | 3'53"55     | [ 4 ] |
| 2007 | Europei di cross        | Toro        | Corsa under 23 | 70º       | 26'55"      | [ 5 ] |
| 2009 | Giochi del Mediterraneo | Pescara     | 1500 m piani   | 11º       | 3'46"84     | [ 6 ] |

## Campionati nazionali
- 1 volta campione nazionale assoluto dei 1500 m piani (2010)
- 1 volta campione nazionale master 35 dei 5000 m piani (2021)
- 2 volte campione nazionale master 35 di cross (2020, 2021)
- 1 volta campione nazionale promesse dei 1500 m piani (2007)
- 1 volta campione nazionale promesse indoor dei 1500 m piani (2007)
- 1 volta campione nazionale allievi dei 1500 m piani (2002)
- 1 volta campione nazionale allievi dei 10km corsa su strada; (2002)

2000
- Argento ai campionati italiani cadetti (Fano), 2000 m piani[1]

2005
- 10º ai campionati italiani assoluti indoor (Ancona), 3000 m piani - 8'21"82[7]
- Bronzo ai campionati italiani juniores (Grosseto), 1500 m piani - 3'53"78[8]

2006
- Bronzo ai campionati italiani promesse indoor (Ancona), 1500 m piani - 3'50"11[9]
- In finale ai campionati italiani promesse indoor (Ancona), 800 m piani - dnf[10]
- 9º ai campionati italiani assoluti indoor (Ancona), 3000 m piani - 8'17"20[11]
- 12º ai campionati italiani assoluti (Torino), 1500 m piani - 3'52"78[12]
- Argento ai campionati italiani promesse (Rieti), 1500 m piani - 3'52"64[13]

2007
- Bronzo ai campionati italiani assoluti indoor (Ancona), 1500 m piani - 3'48"40[14]
- 11º ai campionati italiani assoluti indoor (Ancona), 3000 m piani - 8'27"37[15]
- Oro ai campionati italiani promesse indoor (Ancona), 1500 m piani - 3'50"96[16]
- Oro ai campionati italiani promesse (Bressanone), 1500 m piani - 3'49"50[17]
- 8º ai campionati italiani assoluti (Padova), 1500 m piani - 3'52"99[18]

2008
- In finale ai campionati italiani assoluti indoor (Ancona), 3000 m piani - dnf[19]
- 5º ai campionati italiani assoluti (Cagliari), 1500 m piani - 3'48"79[20]

2009
- Argento ai campionati italiani assoluti indoor (Torino), 1500 m piani - 3'43"67[21]
- In finale ai campionati italiani assoluti indoor (Torino), 3000 m piani - dnf[22]
- Bronzo ai campionati italiani assoluti (Milano), 1500 m piani - 3'49"21[23]

2010
- Bronzo ai campionati italiani assoluti indoor (Ancona), 1500 m piani - 3'47"73[24]
- 5º ai campionati italiani assoluti indoor (Ancona), 3000 m piani - 8'14"15[25]
- Oro ai campionati italiani assoluti (Grosseto), 1500 m piani - 3'45"77[26]

2011
- 6º ai campionati italiani assoluti indoor (Ancona), 1500 m piani - 3'48"52[27]
- 8º ai campionati italiani assoluti indoor (Ancona), 3000 m piani - 8'19"96[28]
- 5º ai campionati italiani assoluti (Torino), 1500 m piani - 3'49"98[29]

2012
- 11º ai campionati italiani assoluti indoor (Ancona), 3000 m piani - 8'22"10[30]
- 8º ai campionati italiani assoluti (Bressanone), 1500 m piani - 3'52"78[31]

2013
- In finale ai campionati italiani di corsa campestre (Abbadia di Fiastra), 10 km - dnf[32]
- 14º al campionato italiano dei 10000 metri piani (Ancona) - 30'37"90[33]
- 51º al campionato italiano dei 10 km (Molfetta) - 32'02"[34]
- 23º al campionato italiano di mezza maratona (Cremona) - 1h07'07"[35]

2014
- 14º al campionato italiano di mezza maratona (Verona) - 1h06'28"[36]
- 24º al campionato italiano dei 10000 metri piani (Ferrara) - 31'33"34[37]
- 19º al campionato italiano dei 10 km (Isernia) - 31'52"[38]

2015
- 117º ai campionati italiani di corsa campestre (Fiuggi), 10 km - 33'53"[39]
- 38º al campionato italiano di mezza maratona (Telese Terme) - 1h09'17"[40]

2016
- In finale ai campionati italiani di corsa campestre (Gubbio), 10 km - dnf[41]
- 27º al campionato italiano di mezza maratona (Fucecchio) - 1h08'19"[42]
- 51º al campionato italiano dei 10 km (Foligno) - 32'46"[43]

## Altre competizioni internazionali
2002
- 6º alle Gymnasiadi ( Caen), 1500 m piani - 4'03"38[44]